# Pitcairnia carnea
Pitcairnia carnea är en gräsväxtart som beskrevs av Johann Georg Beer. Pitcairnia carnea ingår i släktet Pitcairnia och familjen Bromeliaceae.
Artens utbredningsområde är Panamá. Inga underarter finns listade i Catalogue of Life.